# مدروکسالول
مدروکسالول (انگلیسی: Medroxalol) یک مسدودکننده بتا و گشادکننده عروق است که به عنوان مسدودکننده گیرنده مختلط طبقه بندی می‌شود زیرا گیرنده‌های آلفا و بتا را مسدود می‌کند.

## سنتز

سنتز مدروکسالول: